# Haslach (Wutach)

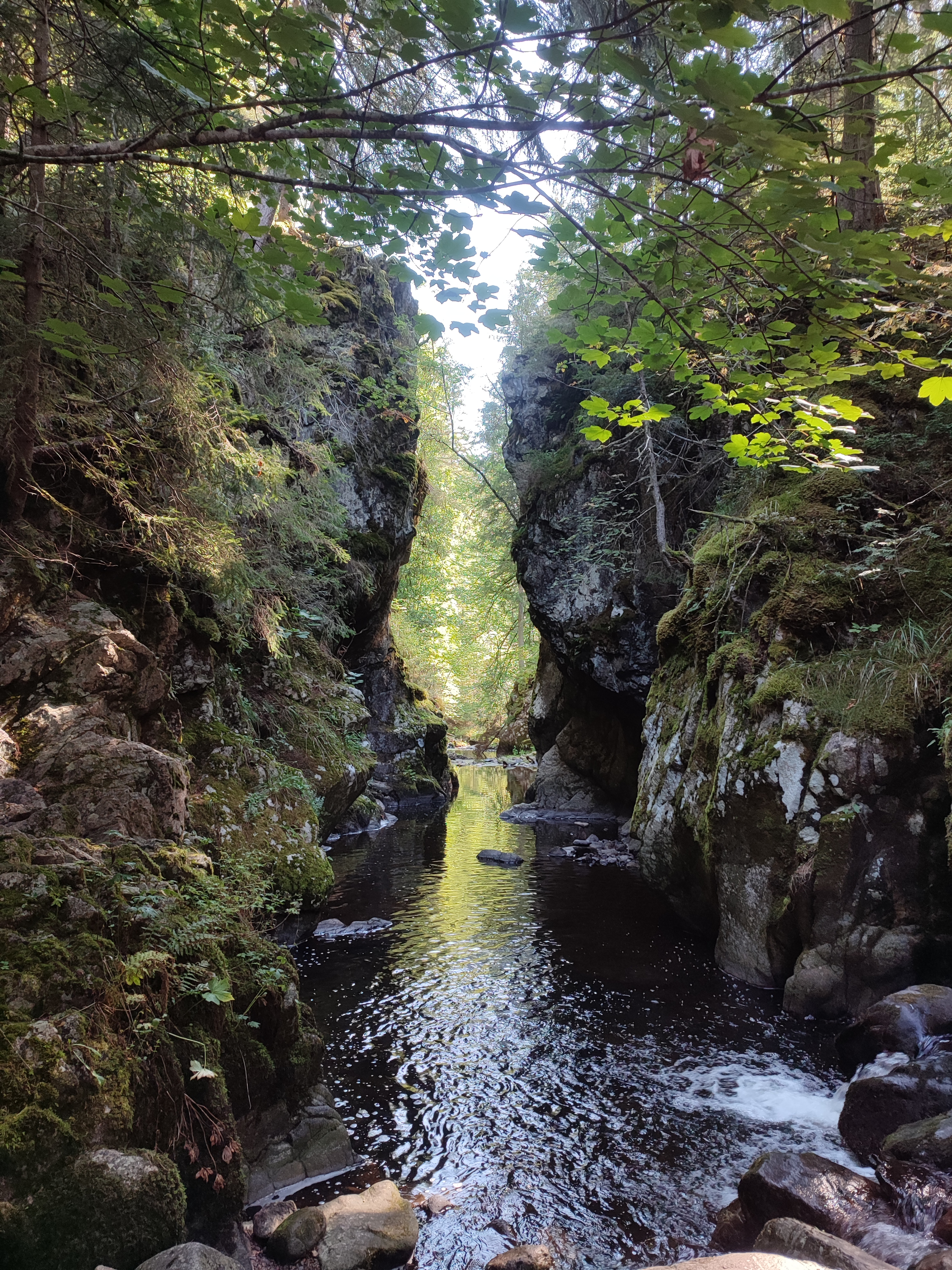
Klamm Rechenfelsen in der Haslachschlucht

Die Haslach ist, neben der wesentlich größeren, den Titisee entwässernden Gutach, einer der zwei Quellflüsse der Wutach im Südschwarzwald. Sie fließt generell ostwärts vom Feldberggebiet durch meist breitsohlige Täler, bis sie, bereits im Schluchtensystem der Wutach, von rechts auf die Gutach trifft.

## Geographie

### Verlauf und Tallandschaft
Das Quellgebiet der Haslach und ihrer ersten Nebenbäche ist der Ostabhang des langgestreckten, mehrgipfeligen Bergkamms der Bärhalde (1318,8 m ü. NHN). Mit starkem Gefälle erreicht der Bach eine querende Talung, die ein früheres, nach Südosten entwässerndes Flusstal noch deutlich erkennen lässt. In dieser teilweise moorigen Niederung, dem Rotmeer, fließt der Haslach von links der Rotmeerbach zu. Hier unterquert auch ein verdeckter, als Teil des Schluchseewerks erbauter Kanal die Haslach. Er leitet seit 1931 Wasser aus dem oberen Seebachtal dem Schluchsee zu, dazu etwa 180 l/s aus der Haslach. Sie schwenkt erst ein wenig auf die Richtung der Talung ein und verlässt sie gleich wieder zwischen den Orten Altglashütten und Hinterfalkau. Hier mündet von rechts der Schwarzenbach, der mit seinem Namen auf den moorigen Talgrund verweist. Bis zum Bau des Ableitungskanals erreichte hier auch der Abfluss des aus Kohl- und Kähnerbächle gespeisten Windgfällweihers die Haslach.

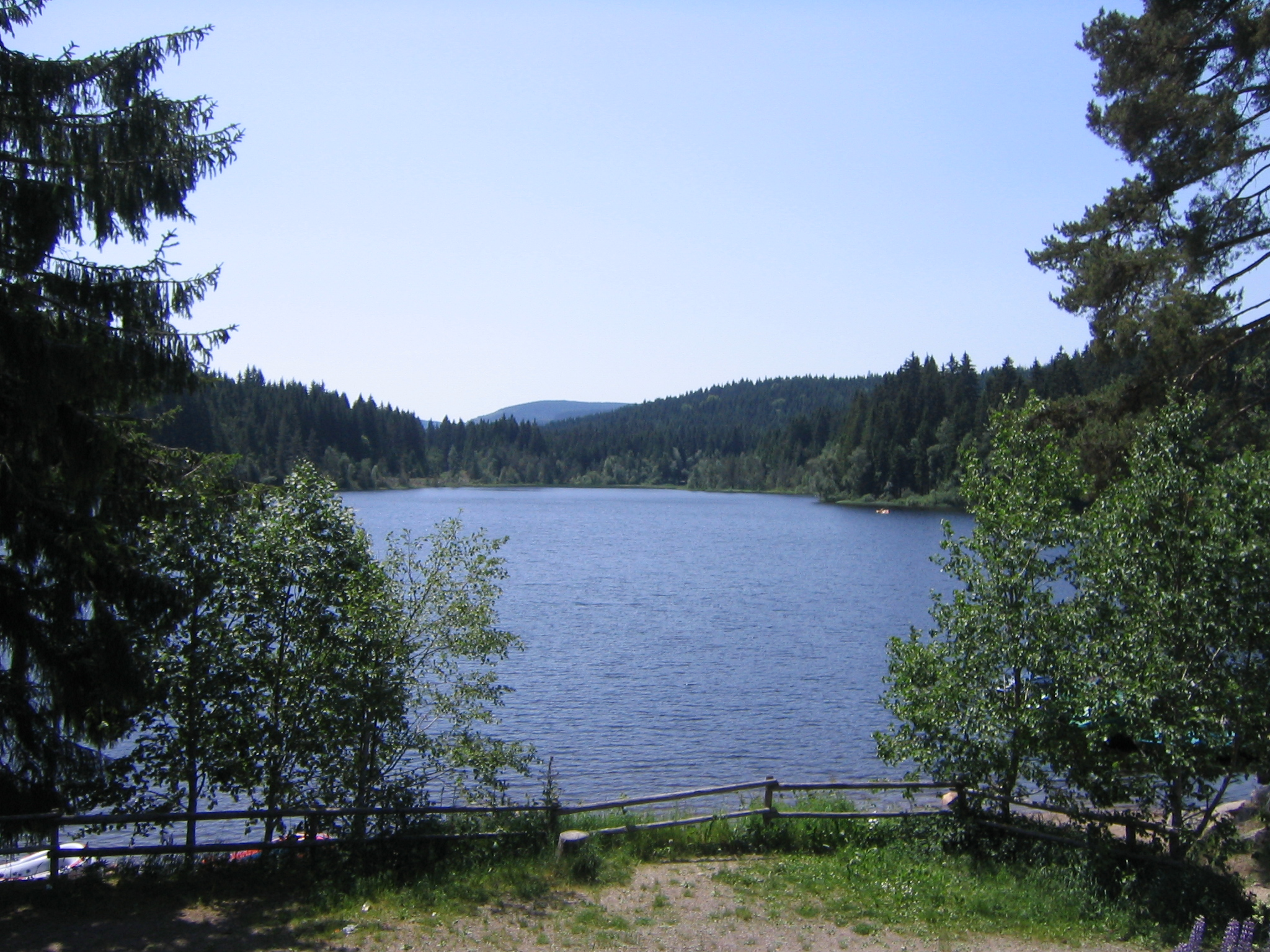
Über den Windgfällweiher wird ein Teil des Haslachwassers abgeleitet.

Ab Mittelfalkau überwindet die Haslach drei kleine Talstufen hinab zum Stoffelsloch, dem Beginn eines langgestreckten, längst verlandeten Seebeckens im Mühlinger Tal, einer Hinterlassenschaft des letzteiszeitlichen Gletscherstroms aus dem Feldberggebiet. In die unterste dieser Stufen hat die Haslach eine kurze Schlucht geschnitten, an deren Beginn sie das im Hauptfall 8 Meter hohe Falkauer Laufen bildet. Hier quert der Bach die südliche Randverwerfung des auch in den umgebenden Geländeformen erkennbaren Lenzkircher Grabens, einem Teilstück des vom Kaiserstuhl bis zum Bodensee verfolgbaren Bonndorfer Grabens.
Vor dem nach Südosten streichenden Bergrücken des Hochfirsts weicht das Haslachtal in einem allmählichen Rechtsbogen aus und durchfließt ab der Burg Alt-Urach auf einer Länge von fast 3 Kilometern den gewerbereichen Ort Lenzkirch. Unterhalb von Oberlenzkirch, dem eigentlichen Ortskern, mündet von rechts der wichtigste Nebenbach, der Urseebach. Vom einstigen Gletschersee des Urseetals ist noch ein Moor mit Restsee erhalten.
Ab Unterlenzkirch senkt sich die Talsohle allmählich unter das umgebende Niveau des breiten Tals ab und lässt so, talabwärts zunehmend deutlich, ein Kastental entstehen. Nach drei Kilometern verengt es sich zur Schlucht. Ihre beiden engsten Stellen sind die Talenge beim 30 Meter hohen Höllochfelsen und besonders die etwa 20 Meter tiefe, in Porphyr-Felsen geschnittene Klamm des Rechenfelsens. Wenig unterhalb davon vereinigen sich in einer kleinen Schluchtweitung, von je einem Steg überspannt, die Haslach und die Gutach, die ab hier den Namen Wutach führt.

### Zuflüsse
(Liste der Zuflüsse vom Quellgebiet zur Mündung: Gewässerlänge, Einzugsgebiet und Höhe nach den entsprechenden Layern auf der Onlinekarte der LUBW)
Das Quellgebiet der Haslach (zunächst Haslachbach) liegt auf etwa 1245 m ü. NHN am Osthang der mehrgipfligen Bärhalde (1318,8 m ü. NHN, höchster Berg östlich des Feldbergs). Bis zum ersten Zufluss hat dieser oberste Quellbach eine Länge von 1,0 km und ein Einzugsgebiet von 0,42 km².
- Lochgrabenbach, von links und Nordwesten auf etwa 1055 m ü. NHN in Neuglashütten:
 1,0 km; ca. 0,8 km². Quellgebiet auf etwa 1220 m ü. NHN im Loch, einem Kar im Osthang der Bärhalde (1299 m ü. NHN)
- Rotmeerbach,[6]  von links und Nordwesten auf etwa 959 m ü. NHN in der moorigen Senke Rotmeer:
 1,7 km; ca. 1,8 km². Quellgebiet auf etwa 1065 m ü. NHN am Drehkopf (1,198 m ü. NHN) südlich von Bärental
- Schwarzenbach, von rechts und Südwesten auf etwa 944 m ü. NHN in der Talweitung Lochert nordöstlich von Altglashütten:
 2,9 km; ca. 2 km². Quellgebiet auf etwa 1210 m ü. NHN in den Südostausläufern der Bärhalde (1250 m ü. NHN). An dieser Stelle mündete auch der aus dem Windgfällweiher abfließende Bach, bis das Wasser zum Schluchsee abgeleitet wurde.

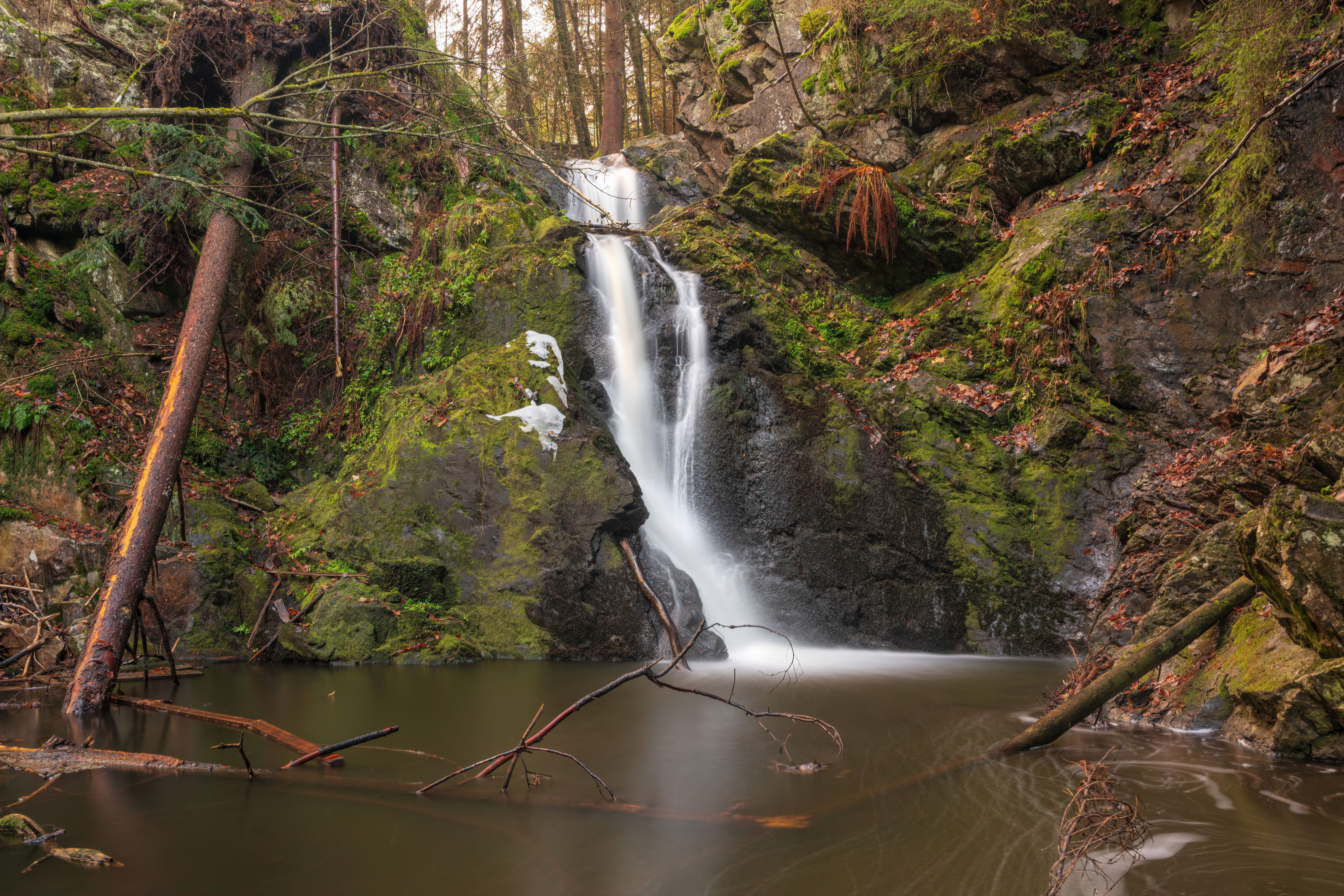
Der Wasserfall Falkauer Laufen bei Vorderfalkau

In Falkau ist der Bach im Weiher Schwelle gestaut (ca. 0,6 ha) und erreicht einen Kilometer weiter den zweistufigen Wasserfall Falkauer Laufen (von 899 m ü. NHN auf 887 m ü. NHN). Dort quert die Hauptverwerfung im Süden des Lenzkircher Grabens.

- Ölesteigbächle oder Elisteigbächle, von links und Norden auf etwa 845 m ü. NHN am nördlichsten Punkt des Haslach-Laufs beim Weiler Mühlingen:
 1,3 km; 1,1 km². Entspringt dem ehemaligen Feuerwehr-Weiher beim Zinken Hof in Saig auf etwa 970 m ü. NHN.
- Ölebächle, von links und Norden auf etwa 835 m ü. NHN im Osten des Weilers Mühlingen:
 1,9 km; 1,8 km². Quellgebiet auf etwa 995 m ü. NHN südlich des Hochfirsts 1196,9 m ü. NHN.
- Hierabächle, von links und Norden auf etwa 822 m ü. NHN am nordwestlichen Ortsrand von Lenzkirch:
 1,4 km; 2,2 km². Quellgebiet auf etwa 960 m ü. NHN im Weiler Hiera südlich des Hochfirst
- Urseebach, von rechts und Westen auf etwa 800 m ü. NHN im Ortskern Lenzkirch:
 5,1 km; ca. 10,3 km². Quellgebiet auf etwa 975 m ü. NHN nördlich des Zwerisbergs (1129,6 m ü. NHN)
- Herrgottsbächle, von rechts und Südwesten auf etwa 790 m ü. NHN im östlichen Ortsbereich Lenzkirch:
 1,4 km; ca. 1,1 km². Quellgebiet auf etwa 880 m ü. NHN nordöstlich des Pflumbergs (1100 m ü. NHN)
- Geschindbach, von rechts und Südwesten auf etwa 782 m ü. NHN gegenüber der Kläranlage Lenzkirch:
 3,4 km; ca. 3,8 km². Quellgebiet auf etwa 1050 m ü. NHN südwestlich des Pflumbergs (1100 m ü. NHN)
- Roodbach, von links und Südwesten auf etwa 768 m ü. NHN südlich von Kappel:
 3,5 km; ca. 4,0 km². Quellgebiet auf etwa 960 m ü. NHN am Südosthang des Hochfirst.
- Klausenbächle, von rechts und Südwesten auf etwa 766 m ü. NHN östlich von Lenzkirch:
 4,4 km; ca. 5,2 km². Quellgebiet auf etwa 1060 m ü. NHN östlich des Großwalds (1108 m ü. NHN)
- Kreuzschachenbächle, von rechts und Süden auf etwa 754 m ü. NHN im Westteil der Haslachschlucht:
 1,1 km; ca. 0,2 km². Quellgebiet auf etwa 880 m ü. NHN auf dem Kreuzschachen

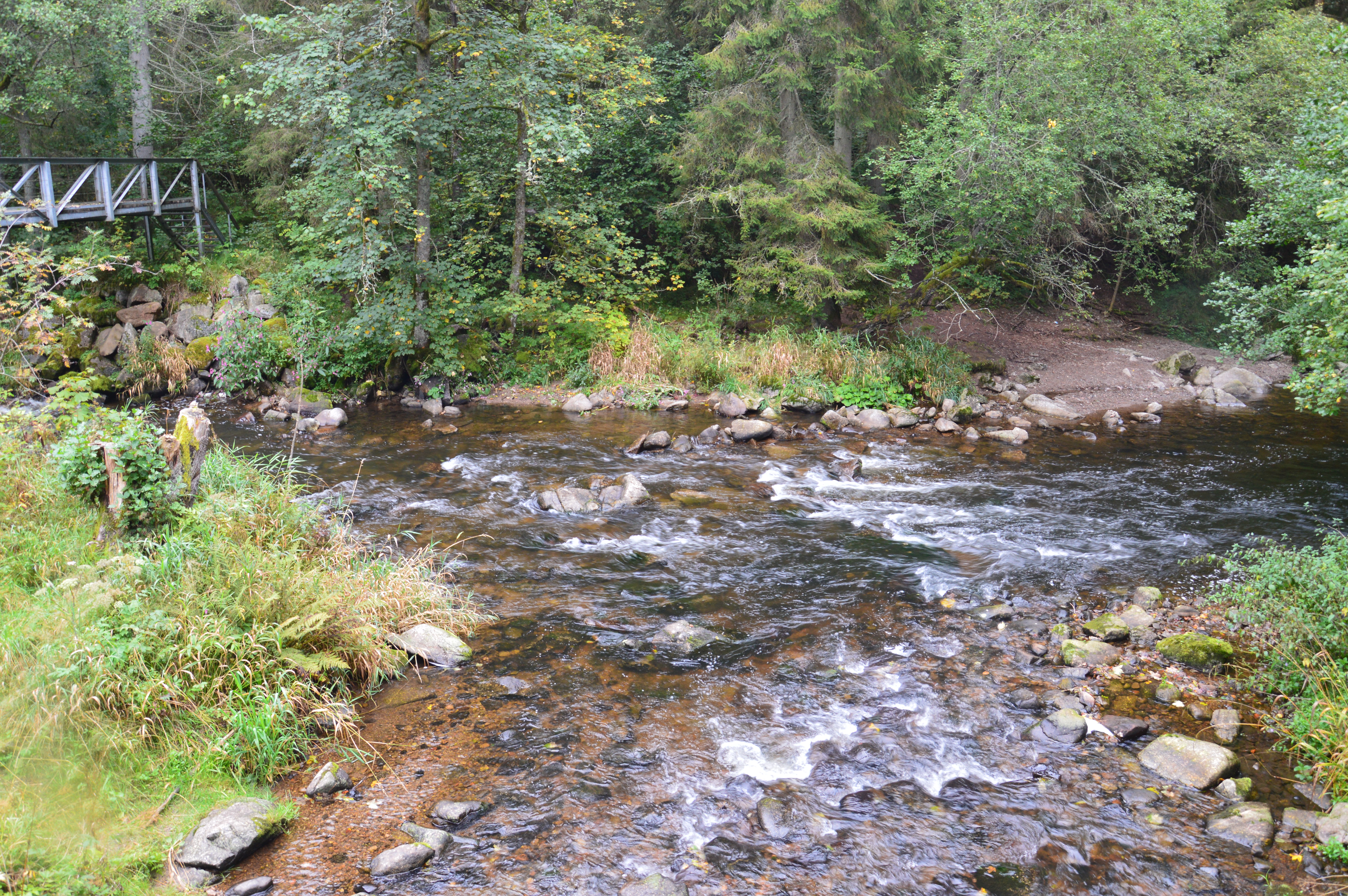
Zusammenfluss der Haslach (vorn) und der Gutach zur Wutach

- Schleifenbächle, von rechts und Süden auf etwa 748 m ü. NHN in der mittleren Haslachschlucht:
 0,9 km; ca. 0,4 km². Quellgebiet auf etwa 855 m ü. NHN nordwestlich von Holzschlag (Gündelwangen)

Am Zusammenfluss der Haslach (von rechts) mit der Gutach zur Wutach auf ca. 721,5 m ü. NHN bei Gündelwangen (Bonndorf im Schwarzwald) endet der Bachlauf nach 17,7 Kilometern.

## Verkehr und Erschließung

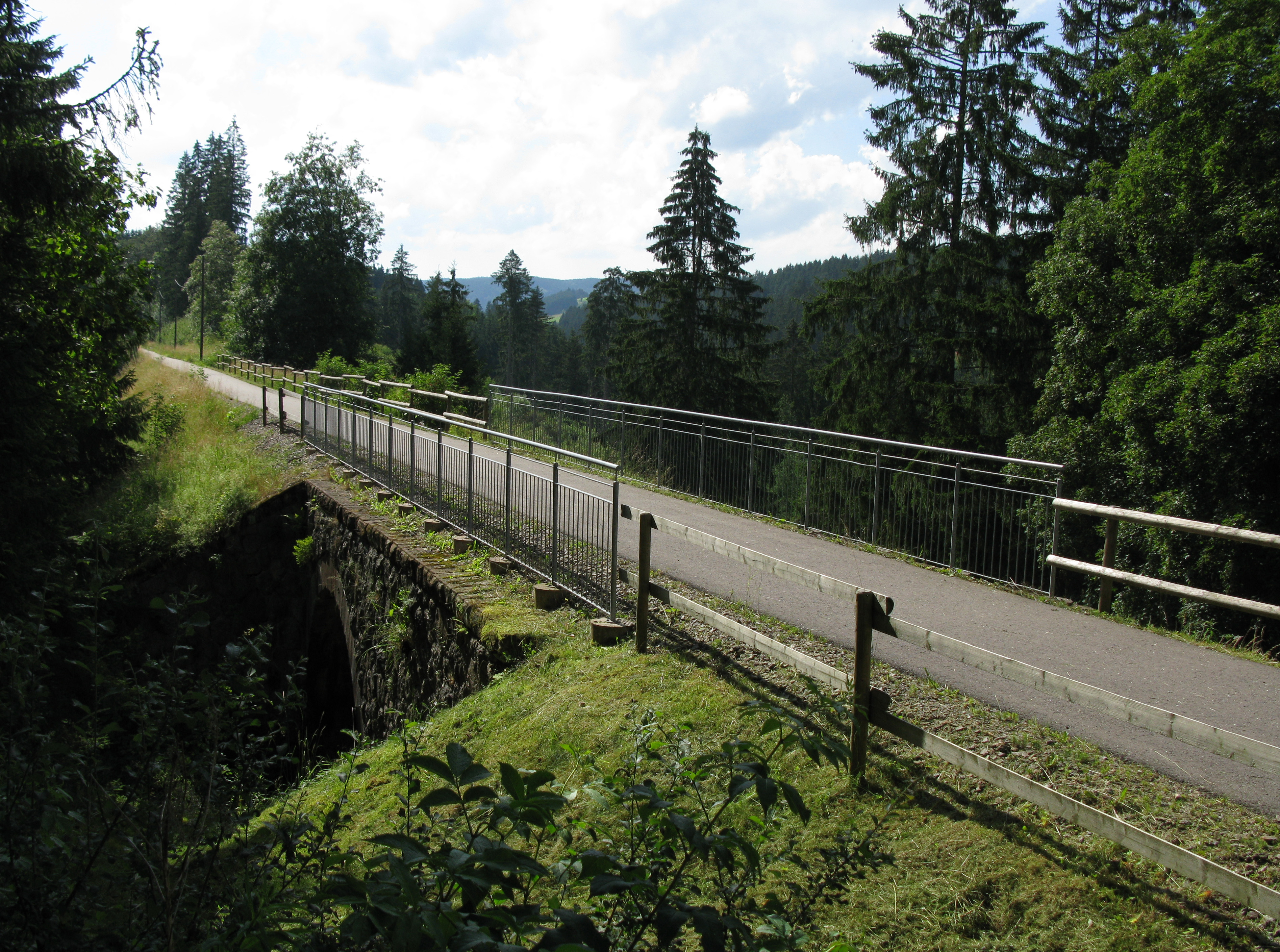
Bähnleradweg auf der früheren Strecke nach Lenzkirch

Die Verkehrserschließung des Haslachtals war und ist in den Hauptrichtungen eher quer zum Talverlauf gerichtet. In Lenzkirch überquerte nach 1786 eine Landstraße den Bach, die vom Titisee über die Seesteige, bzw. die Saiger Steig, kommend in die heutige Straße nach Bonndorf (B 315) überging. Heute erreicht die B 315 entlang der nördlichen Talhänge Lenzkirch und folgt damit der breiten Senke des Lenzkircher Grabens. Der heutige Querverkehr verläuft stärker über die Talung, die die Haslach bei Altglashütten (Hauptort der Gemeinde Feldberg) kreuzt. Ihr folgt neben der B 500 auch die bis 1926 erbaute Dreiseenbahn mit dem Bahnhof Feldberg-Bärental, dem höchstgelegenen Normalspur-Bahnhof Deutschlands auf der Wasserscheide zum Seebachtal. Das untere, schluchtartige Haslachtal wurde von einer nach Bonndorf führenden, 1977 stillgelegten Nebenbahn der Höllentalbahn gequert, die im Bahnhof Lenzkirch eine Spitzkehre aufwies.